# Kinetta
Kinetta é um filme de drama grego de 2005 dirigido e escrito por Yorgos Lanthimos. Estreou no Festival Internacional de Cinema de Toronto em 9 de setembro de 2005.

## Elenco
- Evangelia Randou
- Aris Servetalis
- Costas Xikominos
- Youlika Skafida
- Hector Kaloudis